# Tadeusz Górka
Tadeusz Górka (ur. 26 czerwca 1891, zm. 1 lipca 1943 w Połańcu) – polski lekarz weterynarii.

## Życiorys
W 1916 ukończył studia na Akademii Medycyny Weterynaryjnej we Lwowie, do Wojska Polskiego wstąpił w listopadzie 1918. Walczył w wojnie polsko-bolszewickiej, w 1922 został zweryfikowany w stopniu kapitana służb weterynaryjnych ze starszeństwem od 1 czerwca 1919. Następnie służył jako lekarz weterynarii w 11 Pułku Ułanów Legionowych w Ciechanowie, a także okresowo w Okręgowym Szpitalu Koni nr 1. Został przeniesiony do Korpusu Ochrony Pogranicza, gdzie był lekarzem weterynarii, 1 stycznia 1930 awansowany na majora sł. st. W 1934 został przeniesiony do 21 Pułku Ułanów Nadwiślańskich, gdzie również był weterynarzem.
Podczas kampanii wrześniowej był naczelnym lekarzem weterynarii Wołyńskiej Brygady Kawalerii, przeszedł szlak bojowy od Bitwy pod Mokrą do Huty Różanieckiej. Po upadku walk obronnych ukrywał się w Połańcu, gdzie pracował w zawodzie, a także dowodził oddziałem Armii Krajowej. Zadenuncjowany został aresztowany przez gestapo i rozstrzelany w Połańcu, tam też został pochowany.

## Ordery i odznaczenia
- Srebrny Krzyż Zasługi (2 września 1929)[2]